# Teoría de anillos
En álgebra abstracta, la teoría de anillos es el estudio de anillos —estructuras algebraicas en las cuales la adición y la multiplicación están definidas y tienen propiedades similares a aquellas operaciones definidas para los enteros—. La teoría de anillos estudia la estructura de anillos, sus representaciones, o, en lenguaje diferente, módulos, clases especiales de anillos (anillos de grupo, anillos de división, álgebras universales envolventes), así como una variedad de propiedades que resultaron de interés tanto dentro de la propia teoría y para sus aplicaciones, como propiedades homológicas e identidades polinómicas.
Los anillos conmutativos son mucho mejor entendidos que los no conmutativos. La geometría algebraica y la teoría de números algebraicos, los cuales proporcionan muchos ejemplos naturales de anillos conmutativos, han impulsado mucho el desarrollo de la teoría de anillos conmutativos, el cual está ahora, bajo el nombre de álgebra conmutativa, un área importante de la matemática moderna. Debido a que estos tres campos (geometría algebraica, teoría de números algebraicos y álgebra conmutativa) están tan íntimamente conectados, es normalmente difícil y sin sentido decidir a qué campo pertenece un resultado particular. Por ejemplo, El teorema de los ceros de Hilbert es un teorema que es fundamental para la geometría algebraica, y está declarado y probado en términos de álgebra conmutativa. Del mismo modo, el último teorema de Fermat está declarado en términos de aritmética elemental, el cual es una parte de álgebra conmutativa, pero su prueba implica resultados profundos tanto de la teoría de números algebraicos como de la geometría algebraica.
Los anillos no conmutativos son bastante diferentes en sabor, ya que un comportamiento más inusual puede surgir. Mientras la teoría se ha desarrollado por derecho propio, una tendencia bastante reciente ha buscado paralelizar el desarrollo conmutativo construyendo la teoría de ciertas clases de anillos no conmutativos de una manera geométrica como si fueran anillos de funciones sobre (no existentes) 'espacios no conmutativos'. Esta tendencia se inició en la década de 1980 con el desarrollo de la geometría no conmutativa y con el descubrimiento de grupos cuánticos. Esto ha llevado a una mejor comprensión de los anillos no conmutativos, especialmente anillos notherianos (Goodearl 1989).
Para las definiciones de un anillo y conceptos básicos y sus propiedades, ver anillo (matemática). Las definiciones de términos utilizados a lo largo de la teoría de anillos se pueden encontrar en el Anexo:Glosario de teoría de anillos.

## Anillos conmutativos
Un anillo es conmutativo si su multiplicación es conmutativa. Los anillos conmutativos se parecen a los sistemas numéricos conocidos, y varias definiciones para los anillos conmutativos están diseñadas para formalizar las propiedades de los enteros. Los anillos conmutativos también son importantes en geometría algebraica. En la teoría de anillo conmutativo, los números suelen ser reemplazados por ideales, y la definición del ideal primo intenta capturar la esencia de números primos. Dominios de integridad, anillos conmutativos no triviales donde no hay dos elementos distintos de cero que multiplicados den cero, generalizan otra propiedad de los enteros y sirven como el dominio apropiado para estudiar la divisibilidad. Los dominios de ideales principales son dominios integrales en los cuales cada ideal puede ser generado por un solo elemento, otra propiedad compartida por los enteros. Los dominios euclidianos son dominios integrales en los que se puede llevar a cabo el algoritmo euclidiano. Ejemplos importantes de anillos conmutativos pueden ser construidos como anillos de polinomios y sus anillos de factor.  Resumen: dominio euclidiano => dominio ideal principal => dominio de factorización única => dominio de integridad => anillo conmutativo.

### Geometría algebraica
La geometría algebraica es de muchas maneras la imagen de espejo del álgebra conmutativa. Esta correspondencia comenzó con el Teorema de los ceros de Hilbert que establece una correspondencia uno a uno entre los puntos de una variedad algebraica, y los ideales máximos de su anillo de coordenadas. Esta correspondencia ha sido ampliada y sistematizada para traducir (y probar) las propiedades más geométricas de las variedades algebraicas en propiedades algebraicas de los anillos conmutativos asociados. Alexander Grothendieck completó esto introduciendo esquemas, una generalización de variedades algebraicas, que pueden construirse a partir de cualquier anillo conmutativo. Más específicamente, el espectro de un anillo conmutativo es el espacio de sus ideales principales equipados con la topología de Zariski, y aumentado con un haz de anillos. Estos objetos son los "esquemas afines " (generalización de variedades afines), y un esquema general se obtiene "pegando" (por métodos puramente algebraicos) varios de estos esquemas afines, en analogía a la manera de construir un colector  "pegando" los gráficos de un atlas.

## Anillos no conmutativos
Los anillos no conmutativos se parecen a anillos de matrices en muchos aspectos. Siguiendo el modelo de geometría algebraica, se han intentado recientemente definir geometrías no conmutativas basadas en anillos no conmutativos. Los anillos no conmutativos y el álgebra asociativa (anillos que también son espacios de vector) son a menudo estudiados a través de sus categorías de módulos. Un módulo sobre un anillo es un grupo abeliano en el que el anillo actúa como un anillo de endomorfismos, muy semejantes a los campos (dominios integrales en los que cada elemento distinto de cero es invertible)  de manera que actúa encima espacios de vector. Ejemplos de anillos no conmutativos son dados por anillos de matrices cuadradas o más generalmente por anillos de endomorfismos de grupos abelianos o módulos, y por anillos monoidales.

### Teoría de representación
La teoría de la representación es una rama de matemáticas que se basa en gran medida en los anillos no conmutativos. Estudia estructuras algebraicas abstractas representando sus elementos como transformaciones lineales de espacios vectoriales, y módulos
de estudios sobre estas estructuras algebraicas abstractas. En esencia, una representación hace un objeto algebraico abstracto más concreto describiendo sus elementos mediante matrices y las operaciones algebraicas en términos de adición matricial y multiplicación matricial, que es no conmutativa. Los objetos algebraicos susceptibles de tal descripción incluyen grupos, álgebras asociativas y álgebras de Lie. El más prominente de estos (e históricamente el primero) es la teoría de representación de grupos, en la cual los elementos de un grupo se representan por las matrices invertibles de tal manera que la operación del grupo es la multiplicación de la matriz.

## Estructuras e invariantes de anillos

### Dimensión de un anillo conmutativo
En esta sección, R denota un anillo conmutativo.  La dimensión de Krull de R es la suma de las longitudes n de todas las cadenas de ideales primos {\displaystyle {\mathfrak {p}}\subset {\mathfrak {p}}'}. Resulta que el anillo polinómico {\displaystyle k[t_{1},\cdots ,t_{n}]} sobre un campo k tiene dimensión n. El teorema fundamental de la teoría de la dimensión establece que los siguientes números coinciden para un anillo local noetheriano {\displaystyle (R,{\mathfrak {m}})}:
- La dimensión de Krull de R.
- El número mínimo de los generadores de los {\displaystyle {\mathfrak {m}}}-ideales primarios.
- La dimensión del anillo graduado {\displaystyle \textstyle \operatorname {gr} _{\mathfrak {m}}(R)=\bigoplus _{k\geq 0}{\mathfrak {m}}^{k}/{{\mathfrak {m}}^{k+1}}} (equivalentemente, 1 más el grado de su polinomio de Hilbert).

Un anillo conmutativo R se dice que es catenario si para cada par de ideales primos {\displaystyle {\mathfrak {p}}\subset {\mathfrak {p}}'}, existe una cadena finita de ideales primos {\displaystyle {\mathfrak {p}}={\mathfrak {p}}_{0}\subsetneq \cdots \subsetneq {\mathfrak {p}}_{n}={\mathfrak {p}}'} que es maximal en el sentido de que es imposible insertar un ideal primo adicional entre dos ideales de la cadena, y todas esas cadenas maximales entre {\displaystyle {\mathfrak {p}}} y {\displaystyle {\mathfrak {p}}'} tienen la misma longitud.  Prácticamente todos los anillos noetherianos que aparecen en las aplicaciones son catenarios.  Ratliff demostró que un dominio integral local noetheriano R es catenario si y sólo si para cada ideal primo {\displaystyle {\mathfrak {p}}},
{\displaystyle operatorname{dim}R=\operatorname {ht} {\mathfrak {p}}+\operatorname {dim} R/{\mathfrak {p}}}
donde {\displaystyle \operatorname {ht} {\mathfrak {p}}} es la height de {\displaystyle {\mathfrak {p}}}.
Si R es un dominio integral que es una álgebra k finitamente generada, entonces su dimensión es el  grado de trascendencia de su campo de fracciones sobre k. Si S es una extensión integral de un anillo conmutativo R, entonces S y R tienen la misma dimensión.
Conceptos estrechamente relacionados son los de profundidad y dimensión global. En general, si R es un anillo local noetheriano, entonces la profundidad de R es menor o igual que la dimensión de R. Cuando se cumple la igualdad, R se llama anillo de Cohen-Macaulay. Un anillo local regular es un ejemplo de anillo de Cohen-Macaulay. Es un teorema de Serre que R es un anillo local regular si y sólo si tiene dimensión global finita y en ese caso la dimensión global es la dimensión de Krull de R. El significado de esto es que una dimensión global es una noción homológica.

### Equivalencia de Morita
Se dice que dos anillos R, S son equivalentes de Morita si la categoría de módulos de izquierda sobre R es equivalente a la categoría de módulos de izquierda sobre S. De hecho, dos anillos conmutativos que son equivalentes Morita deben ser isomorfos, por lo que la noción no añade nada nuevo a la  categoría de anillos conmutativos. Sin embargo, los anillos conmutativos pueden ser Morita equivalentes a anillos no conmutativos, por lo que la equivalencia de Morita es más gruesa que el isomorfismo. La equivalencia de Morita es especialmente importante en topología algebraica y análisis funcional.

### Módulo proyectivo infinitamente generado sobre un anillo y grupo de Picard
Sea R un anillo conmutativo y {\displaystyle \mathbf {P} (R)} el conjunto de clases de isomorfismo de módulo proyectivos finitamente generados sobre R; sean también {\displaystyle \mathbf {P} _{n}(R)} subconjuntos consistentes en aquellos con rango constante n. (El rango de un módulo M es la función continua {\displaystyle operatorname{Spec}R\to \mathbb {Z} ,\,{\mathfrak {p}}}.) {\displaystyle \mathbf {P} _{1}(R)} se suele denotar por Pic(R). Es un grupo abeliano llamado grupo de Picard de R. Si R es un dominio integral con el campo de fracciones F de R, entonces existe una secuencia exacta de grupos
{\displaystyle 1\to R^{*}\to F^{*}{\overset {f\mapsto fR}{\to }}\operatorname {Cart} (R)\to \operatorname {Pic} (R)\to 1}
donde {\displaystyle operatorname{Cart}(R)} es el conjunto de ideales fraccionarios de R. Si R es un dominio regular (es decir, regular en cualquier ideal primo), entonces Pic(R) es precisamente el grupo de clases divisoras de R.
Por ejemplo, si R es un dominio ideal principal, entonces Pic(R) desaparece. En teoría algebraica de números, R se tomará como el anillo de enteros, que es Dedekind y por tanto regular. Se deduce que Pic(R) es un grupo finito (Grupo de clases de ideales) que mide la desviación del anillo de enteros de ser un PID.
También se puede considerar la terminación de grupo de {\displaystyle \mathbf {P} (R)}; esto resulta en un anillo conmutativo K0(R). Nótese que K0(R) = K0(S) si dos anillos conmutativos R, S son equivalentes en Morita.

### Estructura de los anillos no conmutativos
La estructura de un anillo no conmutativo es más complicada que la de un anillo conmutativo. Por ejemplo, existen anillos simples que no contienen ideales propios no triviales (de dos lados), pero contienen ideales propios no triviales a la izquierda o a la derecha. Existen varios invariantes para los anillos conmutativos, mientras que los invariantes de los anillos no conmutativos son difíciles de encontrar. Por ejemplo, el nilradical de un anillo, el conjunto de todos los elementos nilpotentes, no es necesariamente un ideal a menos que el anillo sea conmutativo. En concreto, el conjunto de todos los elementos nilpotentes en el anillo de todas las matrices n × n sobre un anillo de división nunca forma un ideal, independientemente del anillo de división elegido. Existen, sin embargo, análogos del nilradical definidos para anillos no conmutativos, que coinciden con el nilradical cuando se asume conmutatividad.
Un ejemplo es el concepto de radical de Jacobson de un anillo, es decir, la intersección de todos los anuladores derechos (izquierdos) de módulos simples derechos (izquierdos) sobre un anillo. El hecho de que el radical de Jacobson pueda verse como la intersección de todos los ideales maximales derechos (izquierdos) del anillo, muestra cómo la estructura interna del anillo se refleja en sus módulos. También es un hecho que la intersección de todos los ideales maximales derechos de un anillo es la misma que la intersección de todos los ideales maximales izquierdos del anillo, en el contexto de todos los anillos; independientemente de si el anillo es conmutativo.
Los anillos no conmutativos son un campo de investigación muy activo debido a su ubicuidad en las matemáticas. Por ejemplo, el anillo de n -por-n matrices sobre un campo es no conmutativo a pesar de su presencia natural en geometría, física y muchas partes de las matemáticas. En términos más generales, los anillos de endomorfismos de grupos abelianos rara vez son conmutativos, siendo el ejemplo más sencillo el anillo de endomorfismos del Grupo de Klein.
Uno de los anillos estrictamente no conmutativos más conocidos son los cuaterniones.